# Operavox: Hành trình khó quên với nhạc kịch và hoạt họa
Operavox: Hành trình khó quên với nhạc kịch và hoạt họa (tiếng Anh: Operavox: An Unforgettable Journey into Opera and Animation) là một loạt phim truyền hình kết hợp hoạt họa và nhạc kịch được trình chiếu trên kênh BBC từ năm 1994 đến năm 2000.

## Giới thiệu
Loạt phim gồm 6 tập dàn dựng một số vở nhạc kịch tiêu biểu Tây phương qua nét vẽ của nhóm họa sĩ Nga và giọng ca của nghệ sĩ Kịch viện Quốc gia Cymru.
- Cây sáo thần (The magic flute) - Wolfgang Amadeus Mozart
- Người thợ cạo Seville (The barber of Seville) - Gioacchino Rossini
- Carmen - Georges Bizet
- Vàng sông Rhine (Das Rheingold) - Richard Wagner
- Turandot - Giacomo Puccini
- Rigoletto - Giuseppe Verdi

## Chế tác
- Đạo diễn: Mario Cavalli (1 tập, 1995), Natalya Dabizha (1 tập, 1995), Gary Hurst (1 tập, 1995), Barry Purves (1 tập, 1995), Graham Ralph (1 tập, 1995), Valery Ugarov (1 tập, 1995)
- Biên kịch: Giuseppe Adami (1 tập, 1995), Wyn Davies (2 tậps, 1995), James Fenton (1 tập, 1995), Ludovic Halévy (1 tập, 1995), Amanda Holden (3 tậps, 1995), Henri Meilhac (1 tập, 1995), Francesco Maria Piave (1 tập, 1995), Barry Purves (1 tập, 1995), Jeremy Sams (1 tập, 1995), Emanuel Schikaneder (1 tập, 1995), Renato Simoni (1 tập, 1995), Cesare Sterbini (1 tập, 1995), Richard Wagner (1 tập, 1995)
- Thiết kế phục trang: Maxim Stuart